# 曹斯山脈
27°08′32″S 016°10′11″E / 27.14222°S 16.16972°E

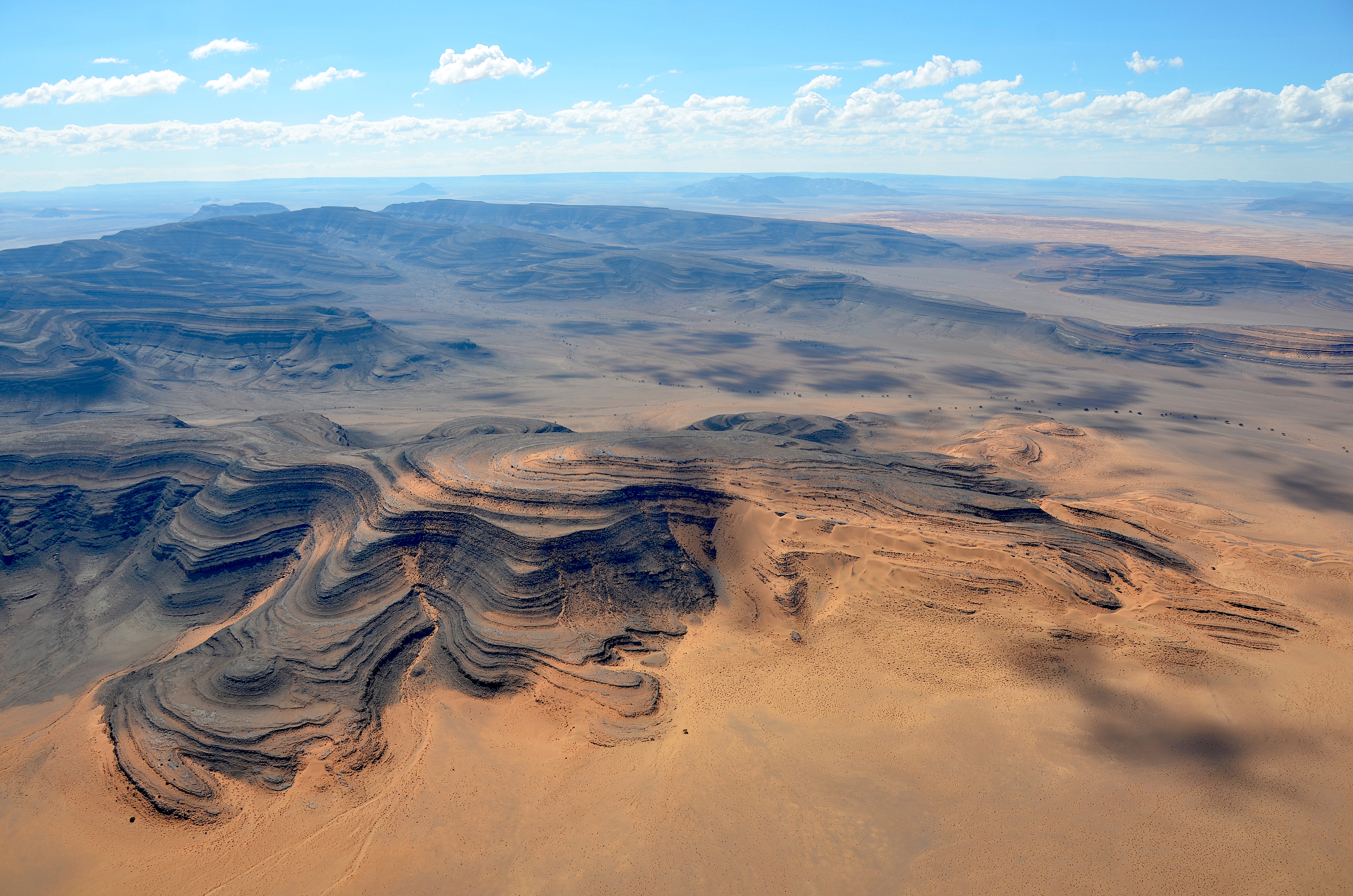

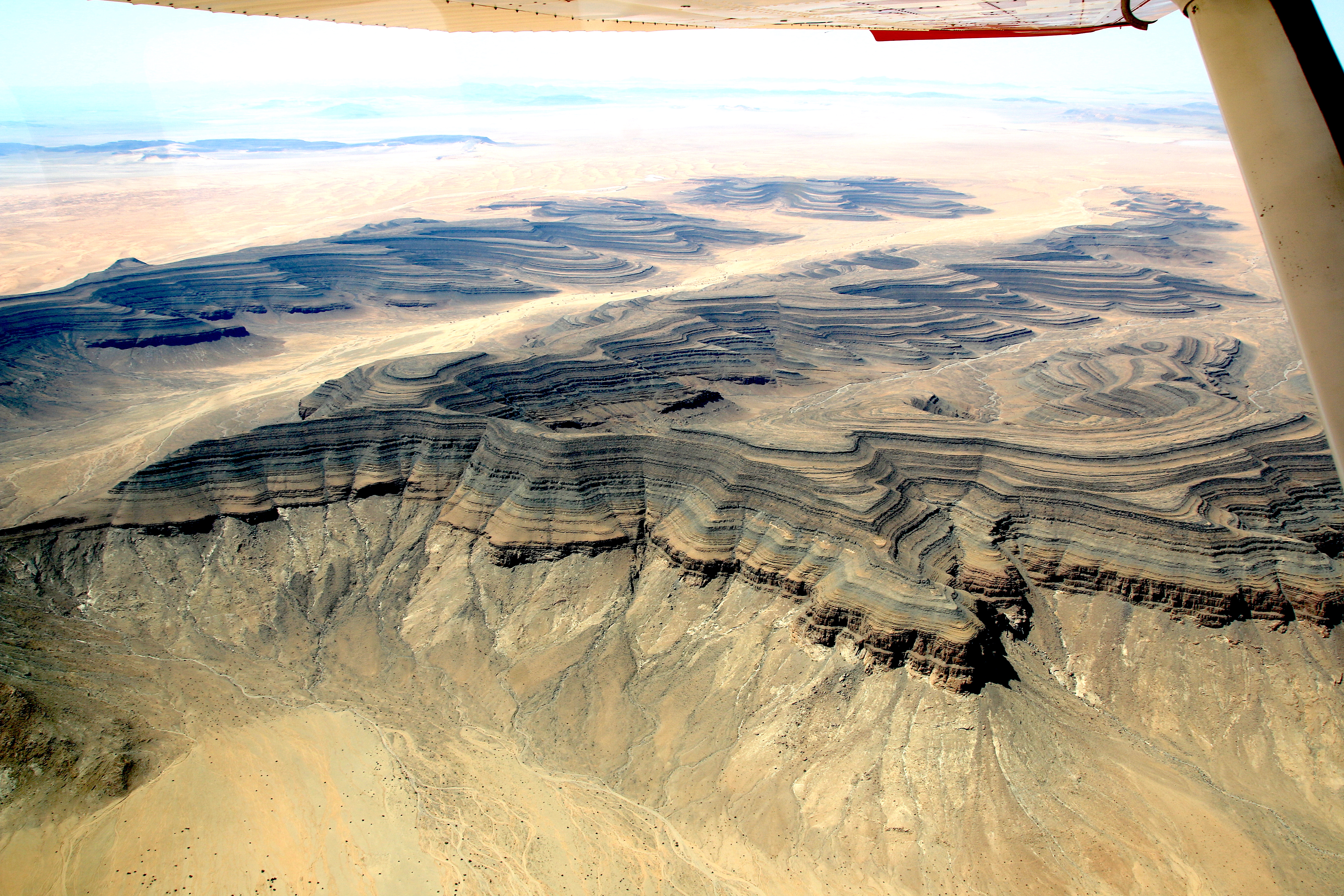

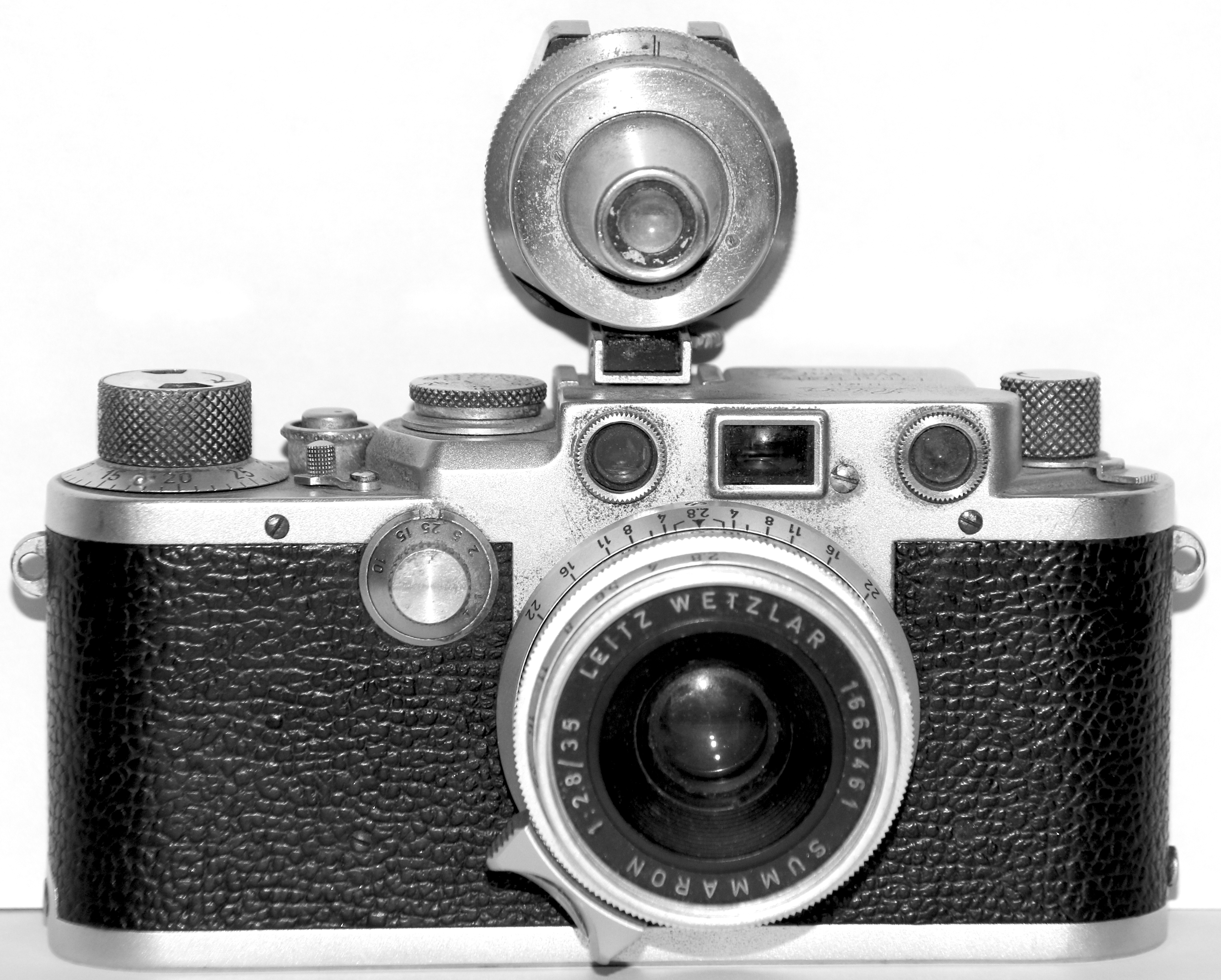

曹斯山脈是納米比亞的山脈，位於該國西南部施貝爾蓋比特國家公園，處於首都温得和克以南500公里，覆蓋120平方公里，最高點海拔高度1,107米。